# تبلیغات نمایشی دیجیتال

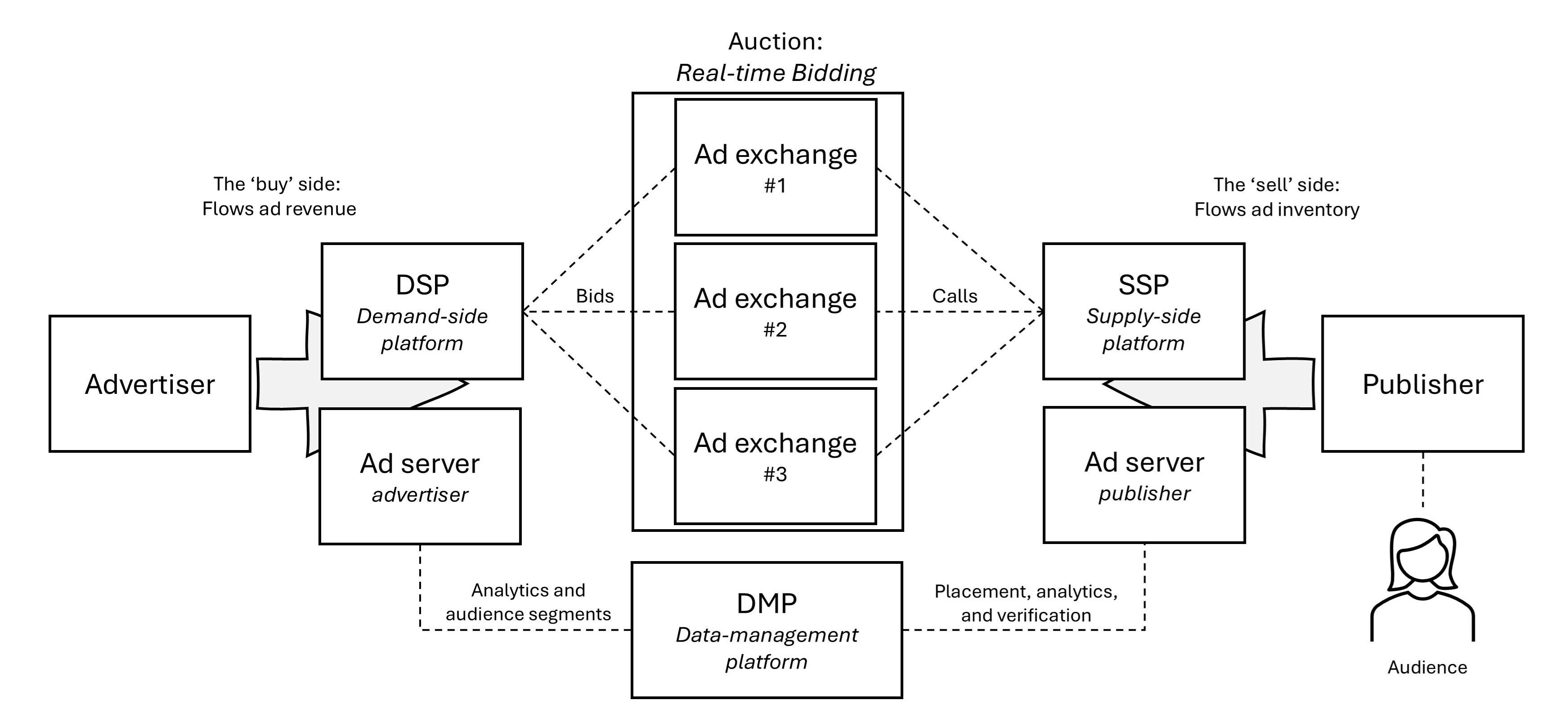
اندرون بازار دیجیتال تبلیغات برنامه‌ریزی‌شده، نوشتهٔ کارلوس دیاز رویز، تحت مجوز CC BY 4.0

تبلیغات نمایشی دیجیتال (به انگلیسی: Digital display advertising) به تبلیغات گرافیکی آنلاین اعم از بنرها، متن، تصاویر، ویدئو و صدا گفته می‌شود. هدف اصلی اینگونه تبلیغات، انتشار تبلیغات شرکت در وب‌سایت‌های شخص ثالث است. یک تبلیغ نمایشی معمولاً تعاملی است (یعنی قابل کلیک است) که به برندها و تبلیغ‌کنندگان اجازه می‌دهد تا عمیق‌تر با کاربران تعامل داشته باشند. یک تبلیغ نمایشی همچنین می‌تواند یک تبلیغ مجاور برای یک تبلیغ ویدیویی غیرقابل کلیک باشد.

## اجرا

### اهمیت قالب‌های تبلیغات نمایشی
دو دانشجوی دانشکدۀ تحقیقات ارتباطات آمستردام ASCor مطالعاتی در مورد واکنش مخاطبان به قالب‌های مختلف تبلیغات نمایشی انجام داده‌اند. آنها به طور خاص، دو نوع فرمت مختلف (محتوای حمایت‌شده و تبلیغات بنری) را در نظر گرفتند تا نشان دهند که افراد به روش‌های مختلف، مثبت و منفی، به فرمت‌ها واکنش نشان می‌دهند و آنها را درک می‌کنند. به همین دلیل، انتخاب قالب مناسب بسیار مهم است زیرا به استفادۀ حداکثری از این رسانه کمک خواهد کرد. همچنین می‌توان اضافه کرد:
- ویدئو؛
- تبلیغات رسانه‌ای تعاملی (قابل گسترش): فایل‌های فلشی که ممکن است با حرکت ماوس کاربر (مودبانه) یا شروع خودکار (غیرمودبانه) گسترش یابند.
- همپوشانی‌ها: تبلیغاتی که بالای محتوا ظاهر می‌شوند و با کلیک روی دکمۀ بستن، می‌توان آنها را حذف کرد.
- تبلیغات مج: تبلیغاتی که قبل از محتوای مورد انتظار (قبل از نمایش صفحۀ هدف روی صفحۀ نمایش کاربر) در صفحات وب نمایش داده می‌شوند.
- حمایت مالی: شامل یک لوگو یا اضافه کردن یک برند به طراحی وب‌سایت. این همچنین می‌تواند تحت عنوان تبلیغات همسان قرار گیرد، که تبلیغی است که می‌تواند شبیه تبلیغات سرمقاله‌ای یا "In-Feed" به نظر برسد، اما در واقع توسط تبلیغ‌کننده پرداخت شده است[۵]

اندازه‌های استاندارد تبلیغات IAB. این تصویر با مقیاس کوچک شده است. اندازه‌های واقعی را اینجا ببینید.

انجمن تبلیغات تعاملی (IAB)، برای کمک به انتخاب بهتر قالب مناسب برای نوع تبلیغ، یک راهنما برای تبلیغات استاندارد نمایشی. اندازۀ تبلیغات IAB از سال ۲۰۰۷ به شرح زیر است:
- مستطیل‌ها و پنجره‌های بازشو
  - مستطیل متوسط: ۳۰۰ × ۲۵۰
  - پاپ‌آپ مربعی: ۲۵۰ × ۲۵۰
  - مستطیل عمودی: ۲۴۰ × ۴۰۰
  - مستطیل بزرگ: ۳۳۶ × ۲۸۰
  - مستطیل: ۱۸۰ × ۱۵۰
  - مستطیل ۳:۱: ۳۰۰ × ۱۰۰
  - پاپ آندر: ۷۲۰ × ۳۰۰
- بنرها و دکمه‌ها
  - بنر کامل: ۴۶۸ × ۶۰
  - نیم بنر: ۲۳۴ × ۶۰
  - میکرو بار: ۸۸ × ۳۱
  - دکمه ۱: ۱۲۰ × ۹۰
  - دکمۀ ۲: ۱۲۰ × ۶۰
  - بنر عمودی: ۱۲۰ × ۲۴۰
  - دکمه مربعی: ۱۲۵ × ۱۲۵
  - جدول امتیازات: ۷۲۸ × ۹۰
- آسمان‌خراش‌ها
  - آسمان‌خراش عریض: ۱۶۰ × ۶۰۰
  - آسمان‌خراش: ۱۲۰ × ۶۰۰
  - نیم صفحه: ۳۰۰ در ۶۰۰